# 甘肃驼蹄瓣
甘肃驼蹄瓣（学名：Zygophyllum kansuense）是蒺藜科驼蹄瓣属的植物，是中国的特有植物。分布在中国大陆的甘肃等地，多生于戈壁或山胶平原，目前尚未由人工引种栽培。

## 别名
甘肃霸王（植物分类学报）